# Abdoulie Mansally
Abdoulie "Kenny" Mansally  (Banjul, Gambia; 27 de enero de 1989) es un futbolista Gambiano. Juega de delantero y su equipo actual es el Charlotte Independence de la USL Championship.

## Trayectoria
Mansally empezó su carrera en Gambia, Donde jugó para el Real de Banjul, Y jugando en la Liga de fútbol de Gambia.[cita requerida]
Fue descubierto por New England Revolution mientras juegabá en la Copa Mundial de Fútbol Sub-20 de 2007, Y firmó poco después junto con su compañero de equipo de Gambia, Sainey Nyassi. Debutó el 29 de marzo de 2008, y anotó su primer gol en la MLS el 9 de abril de 2008 en un partido contra los Kansas City Wizards.[cita requerida]
El 3 de abril de 2010, que tuvo su primer juego multi-objetivo, un apoyo (incluyendo su primer gol en más de un año) con un par de goles 110 segundo aparte de la chispa de Nueva Inglaterra a una victoria 2-0.[cita requerida]
Fichó en el Charlotte Independence de la USL Championship para la temporada 2019.

## Selección nacional
Mansally recibió su primera llamada a filas para la Selección de fútbol de Gambia durante la calificación para la Copa Mundial de Fútbol 2010. También Jugó para Selección de Gambia Sub-20 y Sub-17.[cita requerida]

## Clubes
| Club                   | País           | Año             |
| ---------------------- | -------------- | --------------- |
| Real de Banjul         | Gambia         | 2006 - 2007     |
| New England Revolution | Estados Unidos | 2007 - 2012     |
| Real Salt Lake         | Estados Unidos | 2012 - 2015     |
| Houston Dynamo         | Estados Unidos | 2016            |
| RGVFC Toros (préstamo) | Estados Unidos | 2016            |
| PS Kemi                | Finlandia      | 2017            |
| Inter Turku            | Finlandia      | 2018            |
| Charlotte Independence | Estados Unidos | 2019 - Presente |

## Palmarés

### Campeonatos nacionales
| Título        | Club                   | País           | Año  |
| ------------- | ---------------------- | -------------- | ---- |
| U.S. Open Cup | New England Revolution | Estados Unidos | 2007 |

### Campeonatos internacionales
| Título    | Club                   | País           | Año  |
| --------- | ---------------------- | -------------- | ---- |
| Superliga | New England Revolution | Estados Unidos | 2008 |